# Wanderer W6
De Wanderer W6 6/18 PS is een personenauto uit de compacte middenklasse van het Duitse automerk Wanderer die in 1921 op de markt gebracht werd als aanvulling op de Puppchen-serie.

## Modellen
De W6 was verkrijgbaar als open toerwagen en sedan. De wagens werden aangedreven door een 1,55-liter viercilinder-in-lijnmotor met kopkleppen, met een vermogen van 18 pk. Het motorvermogen werd afgeleverd op de achteras via een vierversnellingsbak met een schakelpook aan de binnenkant rechts. De wagen was vooraan en achteraan voorzien van starre assen met bladveren.
In 1923 verscheen een herzien model onder de naam Wanderer W9 6/24 PS. De W9 was nagenoeg identiek aan de W6 maar de 1,55-liter motor produceerde voortaan 24 pk en de versnellingspook werd naar het midden van de auto verplaatst.
In 1926 werd de W6/W9-serie na ongeveer 2.000 geproduceerde exemplaren vervangen door de Wanderer W10.

## Technische gegevens
| Type         | Motor     | Motor     | Motor    | Overbrenging  | Topsnelheid | Jaartal   |
| Type         | Inhoud    | Cilinders | Vermogen | Overbrenging  | Topsnelheid | Jaartal   |
| ------------ | --------- | --------- | -------- | ------------- | ----------- | --------- |
| W6 (6/18 PS) | 1.551 cm³ | 4-in-lijn | 18 pk    | manuele 4-bak | 80 km/u     | 1921-1923 |
| W9 (6/24 PS) | 1.551 cm³ | 4-in-lijn | 24 pk    | manuele 4-bak | 85 km/u     | 1923-1925 |